# En färd på Kinda Kanal
En färd på Kinda Kanal är en svensk svartvit stumfilm från 1908, producerad och fotograferad av John Bergqvist.
Filmen skildrar en resa längs Kinda kanal och består av två delar. Den premiärvisades den 24 oktober 1908 på Elektro-Biografen i Linköping.